# Canadees vlotgras
Canadees vlotgras (Glyceria canadensis)  is een overblijvende plant die behoort tot de grassenfamilie (Poaceae). De plant komt van nature voor in Canada en het noorden van de Verenigde Staten en is van daaruit verspreid naar Europa. Het aantal chromosomen is 2n = 120.
De plant wordt 50-90 cm hoog en vormt lange, kruipende wortelstokken. De gekielde bladeren zijn 15-30 cm lang en 3-8 mm breed. De bladschede is voor het grootste gedeelte gesloten. Het tongetje is 2-6 mm lang.
Canadees vlotgras bloeit vanaf juni tot in september. De 13-25 cm lange bloeiwijze is een open, gebogen pluim met weinig, 3-8 mm lange aartjes. Een aartje heeft 5-10 bloemen. Het onderste, lancetvormige tot ovale onderste kelkkafje is 1,5-2,5 mm lang en het bovenste 2-3 mm lange kelkkafje is breder. Het onderste 3-4 mm lange kroonkafje is lancet- tot eivormig, heeft zeven nerven en is langs de nerven ruw. De rand het onderste kroonkafje is vliezig. Het bovenste kroonkafje is iets breder en korter dan het onderste. De helmknoppen zijn 0,4-0,5 mm lang.
De vrucht is een bruine, iets afgeplatte, ovale, 1,3-1,5 mm lange graanvrucht.
G. canadensis kan met Glyceria grandis hybridiseren. De hybride  toont veel overeenkomst met  G. canadensis  maar de aartjes hebben 3-6 bloemen, dit in tegenstelling tot de 5-10 bloemen bij G. canadensis. De hybride wordt door sommige auteurs beschreven onder de naam Glyceria laxa.

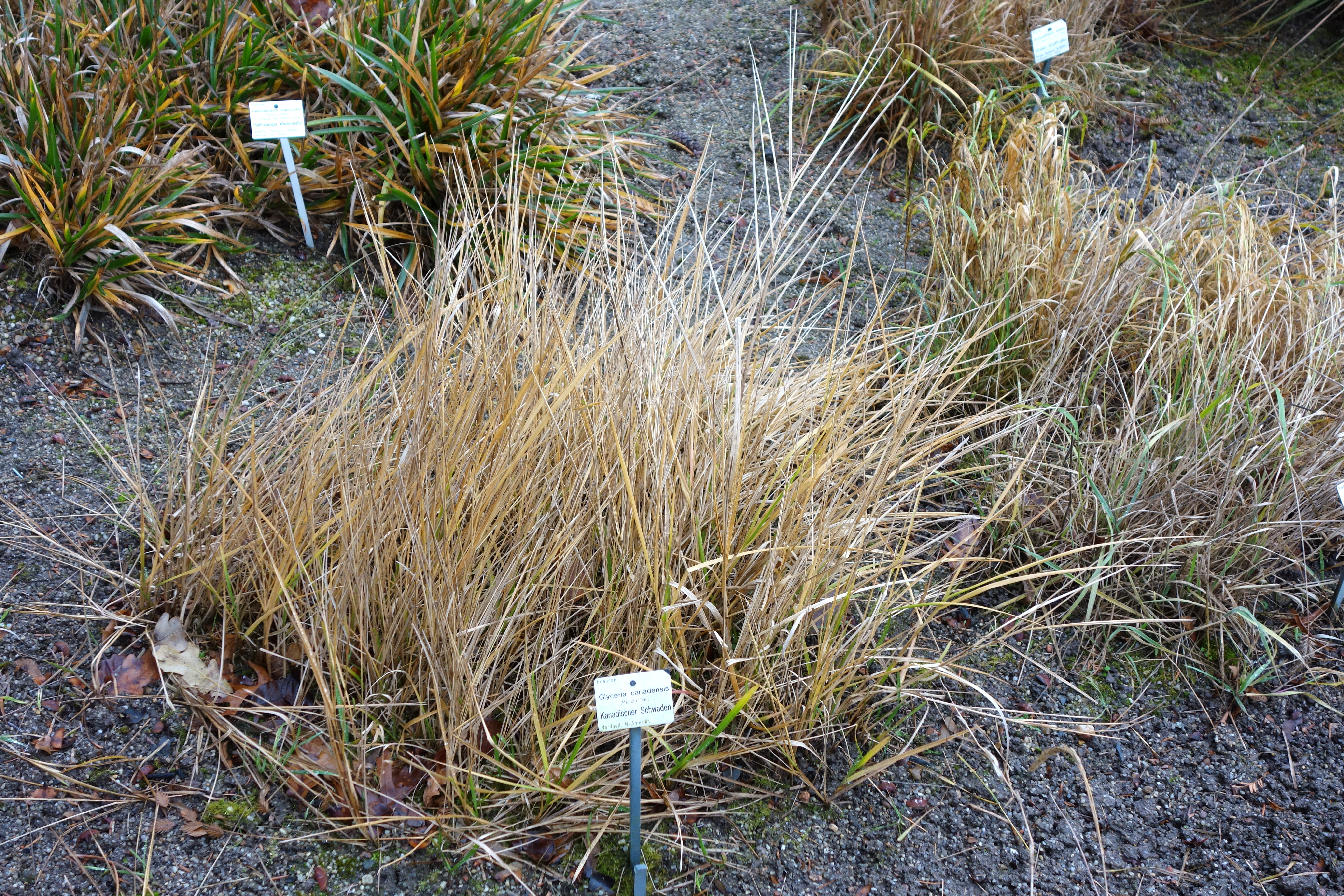
Plant
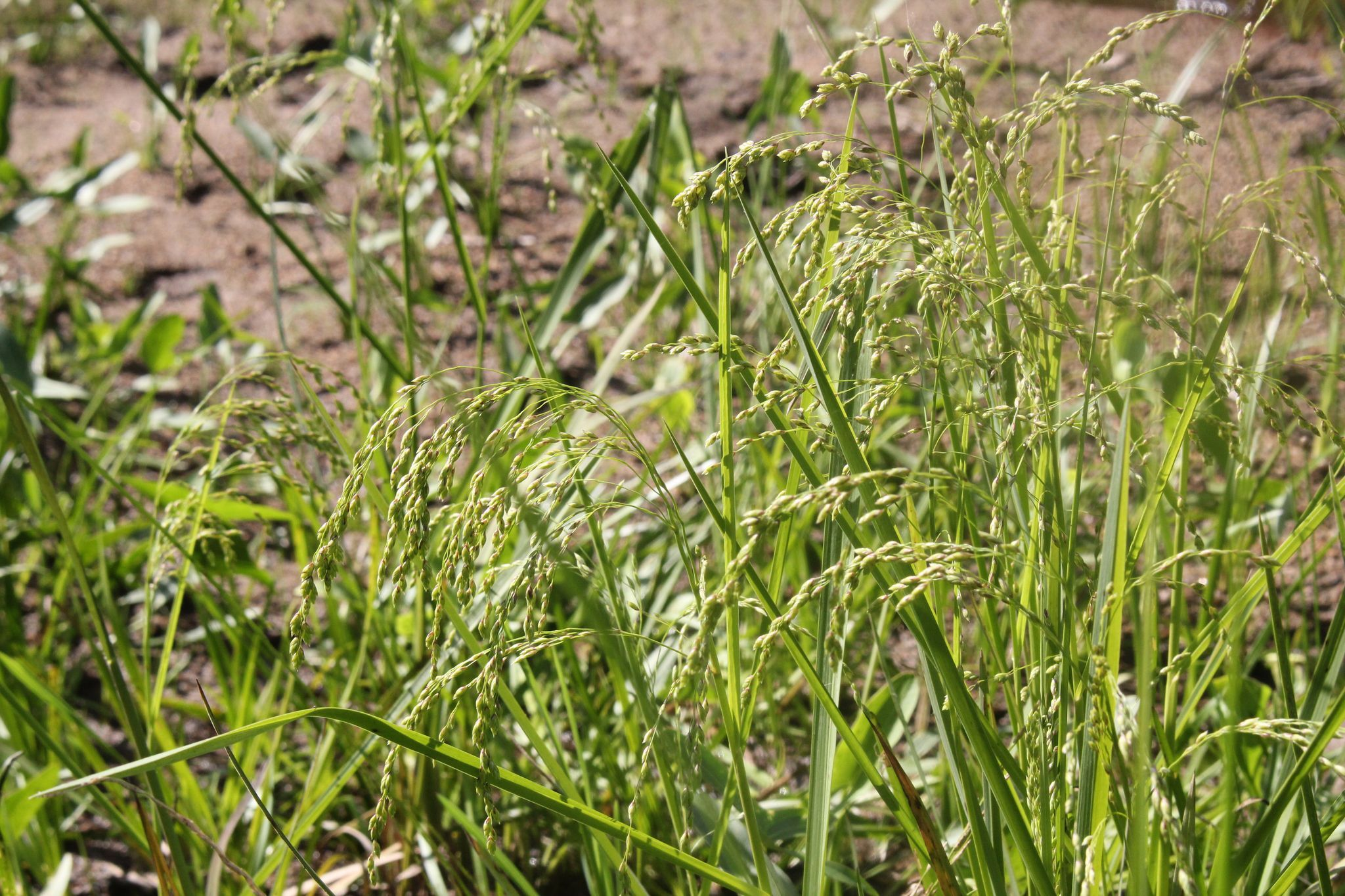
Bladeren en pluimen
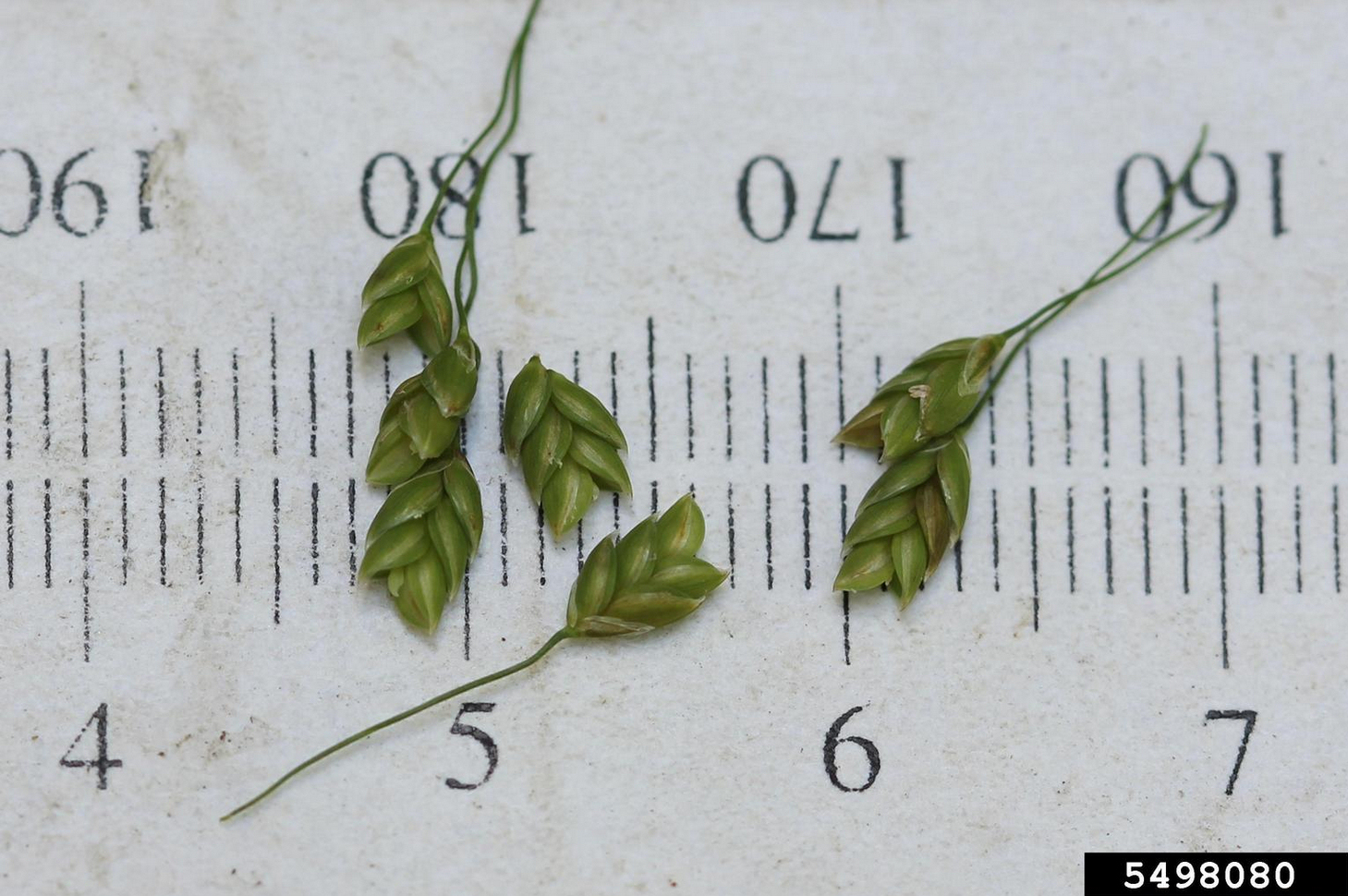
Aartjes

Canadees vlotgras komt voor langs het water en in vochtige bossen op kalkrijke, vochtige tot meestal natte grond.